# Sacred 2: Fallen Angel
Sacred 2: Fallen Angel (рус. Sacred 2: Падший ангел) — фэнтезийная ролевая компьютерная игра, выпущенная в 2008 году компанией Ascaron. Продолжение игры 2004 года Sacred. Начиная с версии 2.40 игра поддерживает ускорение физики при помощи nVidia-PhysX. Для игры 2 октября 2009 года вышло дополнение Ice & Blood (Лёд и Кровь), которое принесло в игру более 30 часов дополнительного игрового времени, новый класс (Дракомаг), квесты, предметы, а также две новые области — Кровавый лес и Кристальные равнины..

## Геймплей
В начале игроку доступны для выбора следующие классы персонажей:
- Серафим
- Высший эльф
- Дриада
- Страж Храма
- Воин Тени
- Инквизитор
- Дракомаг (в Sacred 2: Ice & Blood)

Также Вы должны выбрать путь, по которому пройдёт Ваш персонаж: путь Света или Тьмы. Серафиму доступен только путь Света, а Инквизитору — Тьмы.
После этого следует выбрать божество, которому персонаж поклоняется:
- Люмен (Бог Света)
- Форенс (Богиня философии и мудрости)
- Кибела (Богиня природы)
- Теста (Бог науки)
- Куан (Бог войны)
- Кер (Богиня Зла)

Если вы выбираете путь Тьмы, то не сможете выбрать в покровители Люмена, а если выберете путь Света, то не сможете поклоняться Кер. Серафиму доступны только Люмен, Форенс и Кибела, а Инквизитору — только Кер, Куан и Теста.

## Сюжет
Т-Энергия текла через Анкарию с незапамятных времен. Эта мистическая сила давала рождение всей жизни, была источником всей магии и началом всего сущего. Ангелы-серафимы контролировали её и передали свои знания высшим эльфам, чтобы те использовали Т-Энергию во благо. Благодаря этому, высшие эльфы стремительно развивались, став правящей расой Анкарии.
Вскоре среди высших эльфов разгорелся спор из-за Т-Энергии, перешедший в конфликт, вызвавший раскол среди высших эльфов. Разразилась гражданская война, и эльфийское владычество рухнуло.
После этого Т-Энергия вышла из-под контроля: создания и животные мутировали в нечто за гранью понимания, целые регионы стали необитаемыми, города и деревни были уничтожены.
Итак, за две тысячи лет до прихода Шаддара, по стране искали героев, способных предотвратить войну и вернуть контроль над Т-Энергией. Героев, способных удержать мир от хаоса… или погрузить в него окончательно.

### Сетевая игра
Появилась возможность экспортировать персонажей, созданных в сети ClosedNet, и играть ими в онлайновом режиме и по локальной сети.

## Саундтрек
Основная тема к игре записана популярной немецкой пауэр-метал-группой Blind Guardian. Сами участники группы появляются во встроенном в игру анимационном клипе, где их CGI-модели играют концерт в фэнтезийном антураже. Чтобы увидеть клип, нужно выполнить специальное задание. Также в результате в инвентарь персонажа можно взять две гитары, барабанные палочки, тарелку от барабанной установки и микрофонную стойку. Всё это становится уникальными предметами и может быть использовано в качестве оружия.
Фоновая музыка написана Педро Маседу Камашу.

Кадр из клипа «Sacred»

### Список композиций и хронометраж
- 1. main menu theme 5:02
- 2. highelves capital 2:38
- 3. highelves day suite 7:40
- 4. desert town 2:16
- 5. desert day suite 7:14
- 6. humans town 2:43
- 7. humans castle 2:32
- 8. humans love day 1:46
- 9. humans day suite 5:35
- 10. dryads town 2:31
- 11. dryads day suite 5:27
- 12. orcs camp 2:24
- 13. orcs day suite 5:44
- 14. seraphim hq day suite 5:08
- 15. swamp day suite 5:33
- 16. canyon day suite 5:04
- 17. island day 2:22
- 18. big machine 1:40

## Отзывы в игровой прессе
| Сводный рейтинг       | Сводный рейтинг                        |
| Агрегатор             | Оценка                                 |
| --------------------- | -------------------------------------- |
| GameRankings          | ПК: 71,27 % X360: 71,82 % PS3: 70,67 % |
| Иноязычные издания    |                                        |
| Издание               | Оценка                                 |
| Eurogamer             | 6/10                                   |
| Game Informer         | 7/10                                   |
| GamePro               | 3,5/5                                  |
| GameSpot              | 7/10                                   |
| IGN                   | 7,5/10                                 |
| Русскоязычные издания |                                        |
| Издание               | Оценка                                 |
| Absolute Games        | 63 %                                   |
| PlayGround.ru         | 7,7/10                                 |
| «Игромания»           | 8,0                                    |
| «Страна игр»          | 7,5/10                                 |

Как и Sacred, ПК версия Sacred 2 подверглась критике за ошибки (но в гораздо большей степени, чем его предшественник), и получила неоднозначные отзывы, как положительные, так и отрицательные. Игра получила высокие оценки за большой игровой мир и многочисленные квесты, юмор, а также общий геймплей. Критиковали её за повторяемость и отсутствие инноваций.